# Sueo Ōe
Sueo Ōe (大江 季雄?, Ōe Sueo; Nachikatsuura, 2 agosto 1914 – Isola di Wake, 24 dicembre 1941) è stato un astista giapponese.

## Olimpiadi 1936
Nel 1936 ha partecipato alle Olimpiadi di Berlino ottenendo una medaglia di bronzo nel salto con l'asta. In quest'occasione Sueo Ōe ed il suo compagno di squadra Shūhei Nishida, si rifiutarono di competere l'uno contro l'altro per stabilire il podio della competizione, e così Nishida fu arbitrariamente premiato con la medaglia d'argento, mentre a Sueo Ōe toccò il bronzo.
Questa storia è stata narrata in una scena del film Olympia (1938). 
Al loro ritorno in Giappone, i due atleti tagliarono le loro medaglie a metà e ne crearono altre due presso un gioielliere, unendo i due metalli in due medaglie metà in argento e metà in bronzo, che chiamarono "medaglie di amicizia".

## Morte
Nel 1939 Sueo Ōe entrò a far parte dell'esercito imperiale giapponese. Rimase ucciso durante uno scontro nella battaglia dell'Isola di Wake il 24 dicembre 1941.

## Palmarès

### Olimpiadi
- Bronzo a Berlino 1936 nel salto con l'asta.

### Giochi dell'Estremo Oriente
- Oro a Manila 1934 nel salto con l'asta.